# Viðoy
Viðoy (wym. [viːɔi]; duń. Viderø) – wyspa oceaniczna pochodzenia wulkanicznego, będąca częścią archipelagu Wysp Owczych - duńskiego terytorium zależnego leżącego na Morzu Norweskim. 40,4 km² daje jej siódmą pozycję pod względem powierzchni wysp archipelagu. Zamieszkuje ją 618 osób, co daje 15,3 na km². Swą nazwę, która po przetłumaczeniu na język polski oznacza Wyspa Drewna, wzięła od dryfujących szczątków drzew, płynących z Ameryki Północnej oraz Syberii, które osadzają się na brzegu zatoki Viðvík.

## Geografia

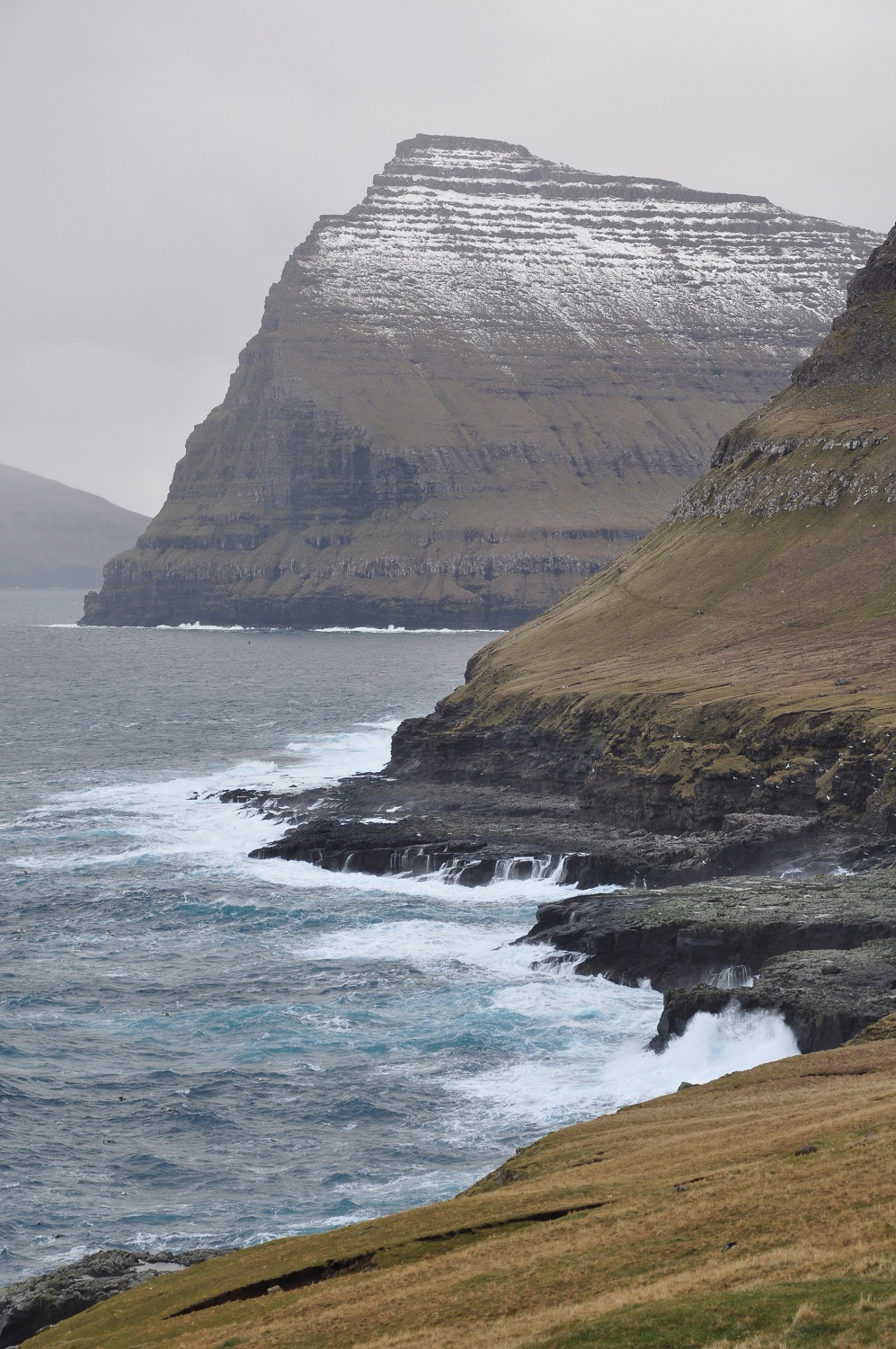
Wschodnie wybrzeże Viðoy

Niemal cała wyspa pokryta jest wzniesieniami o różnej wysokości. Na jej północnym krańcu grupa wzniesień odcięta jest od pozostałych doliną, w której mieści się osada Viðareiði. Wśród nich znajduje się klif Enniberg, jeden z najwyższych nadmorskich klifów w Europie, sięgający 754 m n.p.m., który stanowi także najdalej na północ wysunięty punkt na Wyspach Owczych. Dalej na południe mieszczą się pozostałe szczyty, pozostawiające niewiele miejsca dolinie otaczającej zatokę Viðvík. Najwyższym wzniesieniem na wyspie jest Villingadalsfjall (841 m n.p.m.), będący trzecim najwyżej położonym punktem na całym archipelagu. Do sieci hydrologicznej wyspy zaliczyć można kilka krótkich cieków wodnych, ulokowanych głównie w południowej części wyspy.

### Położenie
Wyspa Viðoy znajduje się w północnej części archipelagu Wysp Owczych. Północna jej część jest otoczona przez Morze Norweskie, część Oceanu Atlantyckiego. Na zachód i południe od południowej części Viðoy znajduje się blisko położona Borðoy, za od strony wschodniej i południowo-wschodniej widoczne być mogą wyspy Fugloy oraz Svínoy, oddzielone od Viðoy fiordem Svínoyarfjørður. Administracyjnie wyspa należy do regionu Norðoyar. Leżą na niej dwie gminy: Hvannasund (część także na Borðoy) oraz Viðareiði.

### Kolonia ptaków morskich
Ptasia kolonia na wyspie Viðoy (północne i wschodnie wybrzeża) została objęta obszarem IBA (Important Bird Area) przez organizację BirdLife International ze względu na mnogość morskiego ptactwa, jak i różnorodność gatunkową. Powierzchnia tego terenu wynosi około 75 ha. Na obszarze tym gniazdują między innymi: mewa trójpalczasta (5 300 par), nurzyk zwyczajny (6 700 osobników), maskonur zwyczajny (25 000 par), nawałnik burzowy (500 par) oraz nurnik zwyczajny (200 par).

## Historia
Historia osadnictwa na wyspie Viðoy sięga drugiej połowy XV wieku. Założono wtedy, w północnej części wyspy, miejscowość Viðareiði. Drugą miejscowość, Hvannasund założono między 1584 a 1630 rokiem. Prócz orientacyjnych dat założenia obu osiedli ludzkich istnieje niewiele przekazów, które ich dotyczą z wczesnego okresu po tym, kiedy je założono.
Podczas zimowego sztormu w 1847 roku u wybrzeży wyspy, niedaleko Viðareiði, rozbił się brytyjski bryg Marwood. Mieszkańcy miejscowości pomogli ratować jego załogę, przez co w ramach wdzięczności rząd brytyjski podarował osadzie srebra, które dziś można oglądać w tamtejszym kościele, wybudowanym w 1892 roku.
Kościół istniał tam już wcześniej. Wzmianka o nim pochodzi późnych lat XVII wieku. Został on zniszczony przez sztorm, który zabrał wiele ciał z tamtejszego cmentarza. Część z nich udało się wyłowić w okolicy Hvannasund i pochować ponownie niedaleko poprzedniego miejsca spoczynku.
W Wielki Piątek, 23 kwietnia 1943 roku brytyjski samolot typu Catalina rozbił się na stokach góry Viðvíksrók, będący prawdopodobnie w drodze do Norwegii. Zginęło osiem osób, a szczątki jednostki do dziś są odnajdowane na zboczach tego wzniesienia.
W roku 1963 powstała grobla łącząca Hvannasund z Norðdepil. Było to pierwsze połączenie lądowe wyspy Viðoy z Borðoy w historii. Pięć lat później wybudowano tunel od długości niewiele ponad 2 km, którym można się do Hvannasund dostać z Árnafjørður.
26 maja 2008 roku w okolicach Hvannasund zaobserwowano trzymetrową falę miniaturowego tsunami, którego przyczyny do chwili obecnej pozostają niewyjaśnione. Żadna osoba nie odniosła obrażeń w wyniku tego zjawiska.

## Transport
Jedyna droga dla pojazdów kołowych na Viðoy ciągnie się wzdłuż jej zachodniego brzegu od miejscowości Hvannasund do Viðareiði. Kursuje po niej jedna linia autobusowa - 500. Jej trasa przebiega od Klaksvík na Borðoy do Viðareiði przez Hvannasund. Czas przejazdu wynosi od trzydziestu do czterdziestu minut. Na samą wyspę za pomocą pojazdu można się dostać w dwojaki sposób. Pierwszą możliwością jest skorzystanie z grobli pomiędzy Hvannasund a Norðdepil na Borðoy. Drugą zaś jest ponad dwukilometrowy tunel Hvannasundstunnilin łączący Hvannasund z Árnafjørður.
Prócz tego w miejscowości Hvannasund funkcjonuje przystań dla promów. Codziennie wypływają stamtąd niewielkie jednostki na linii 58. Statki te pokonują trasę pomiędzy Hvannasund a Hattarvík (Fugloy), przez Svínoy (Svínoy) oraz Kirkja (Fugloy). Pokonanie całej trasy trwa około godzinę.

## Miejscowości

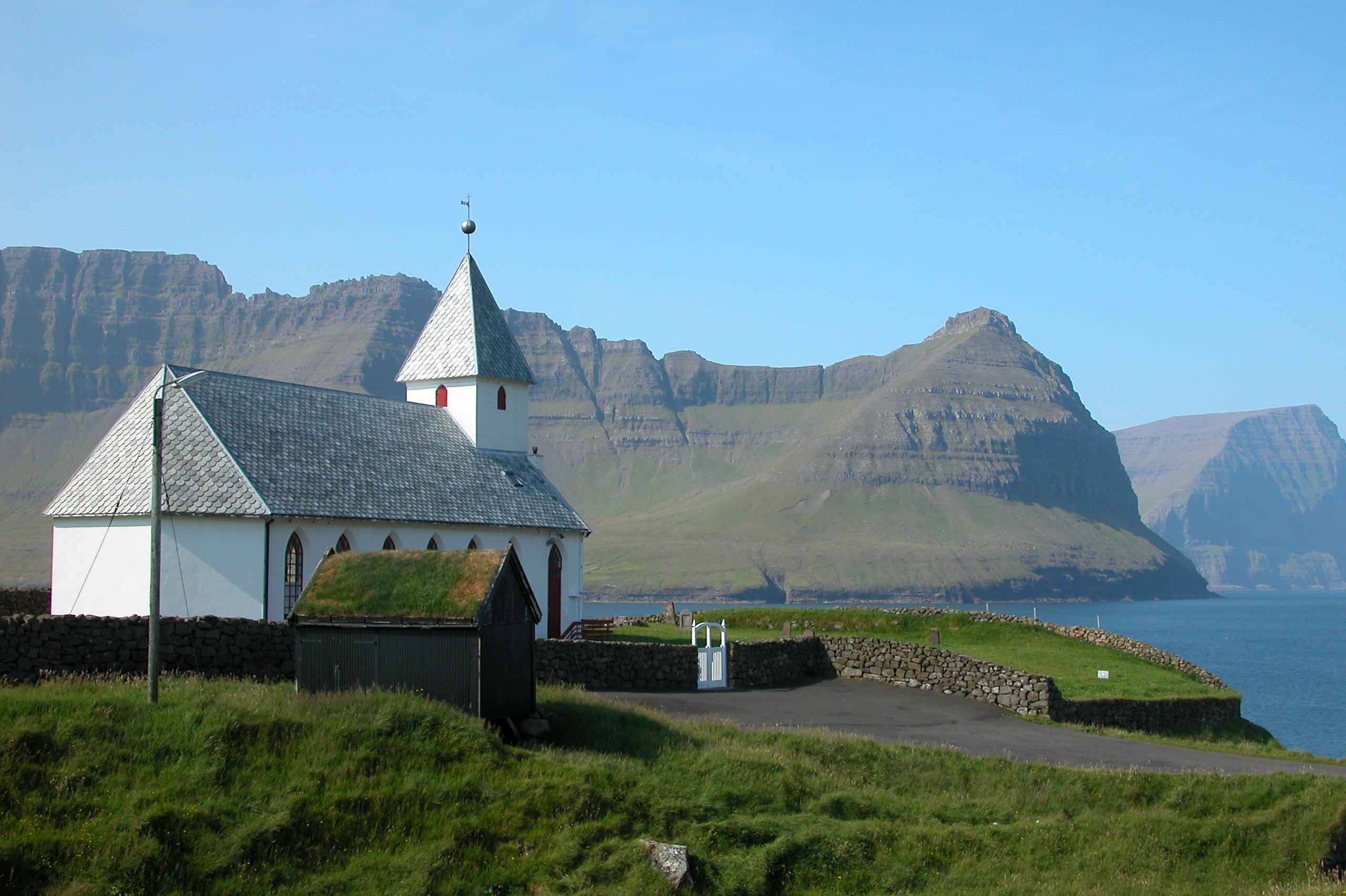
Kościół w Viðareiði

Na Viðoy znajdują się dwie miejscowości:
- Viðareiði - najludniejsza z osad wyspy, zamieszkana przez 346 osób[1]. Jest to miejscowość położona najdalej na północ spośród wszystkich na archipelagu[4]. Obecny kościół w miejscowości pochodzi z roku 1892. Znajdują się w nim srebra podarowane przez brytyjski parlament mieszkańcom wioski za pomoc w ratowaniu statku Marwood[4].

- Hvannasund – miejscowość zamieszkana przez 250 osoby[1]. Jest to miejscowość ważna dla transportu w rejonie Norðoyar. - grobla, wybudowana w 1963 roku łączy ją z miejscowością Norðdepil na wyspie Borðoy, tunel z 1967 z Árnafjørður, a następnie Klaksvík, a promy kursują na wyspy Fugloy i Svínoy.